# 23014 Walstein
23014 Walstein este un asteroid din centura principală de asteroizi.

## Descriere
23014 Walstein este un asteroid din centura principală de asteroizi. A fost descoperit pe 15 noiembrie 1999 la Socorro, New Mexico, în cadrul proiectului LINEAR. Asteroidul prezintă o orbită caracterizată de o semiaxă mare de 2,57 ua, o excentricitate de 0,18 și o înclinație de 3,7° în raport cu ecliptica.